# Kühlenthal
Kühlenthal là một đô thị tại huyện Augsburg bang Bayern nước Đức. Đô thị Kühlenthal có diện tích 7,13 km², dân số thời điểm ngày 31 tháng 12 năm 2006 là 821 người.